# Stechwindengewächse
Die Stechwindengewächse (Smilacaceae) sind eine Familie in der Ordnung der Lilienartigen (Liliales). Die nur zwei Gattungen mit etwa 315 Arten sind hauptsächlich in den Tropen bis Subtropen fast weltweit verbreitet, nur wenige Arten gedeihen in gemäßigten Gebieten.

## Beschreibung

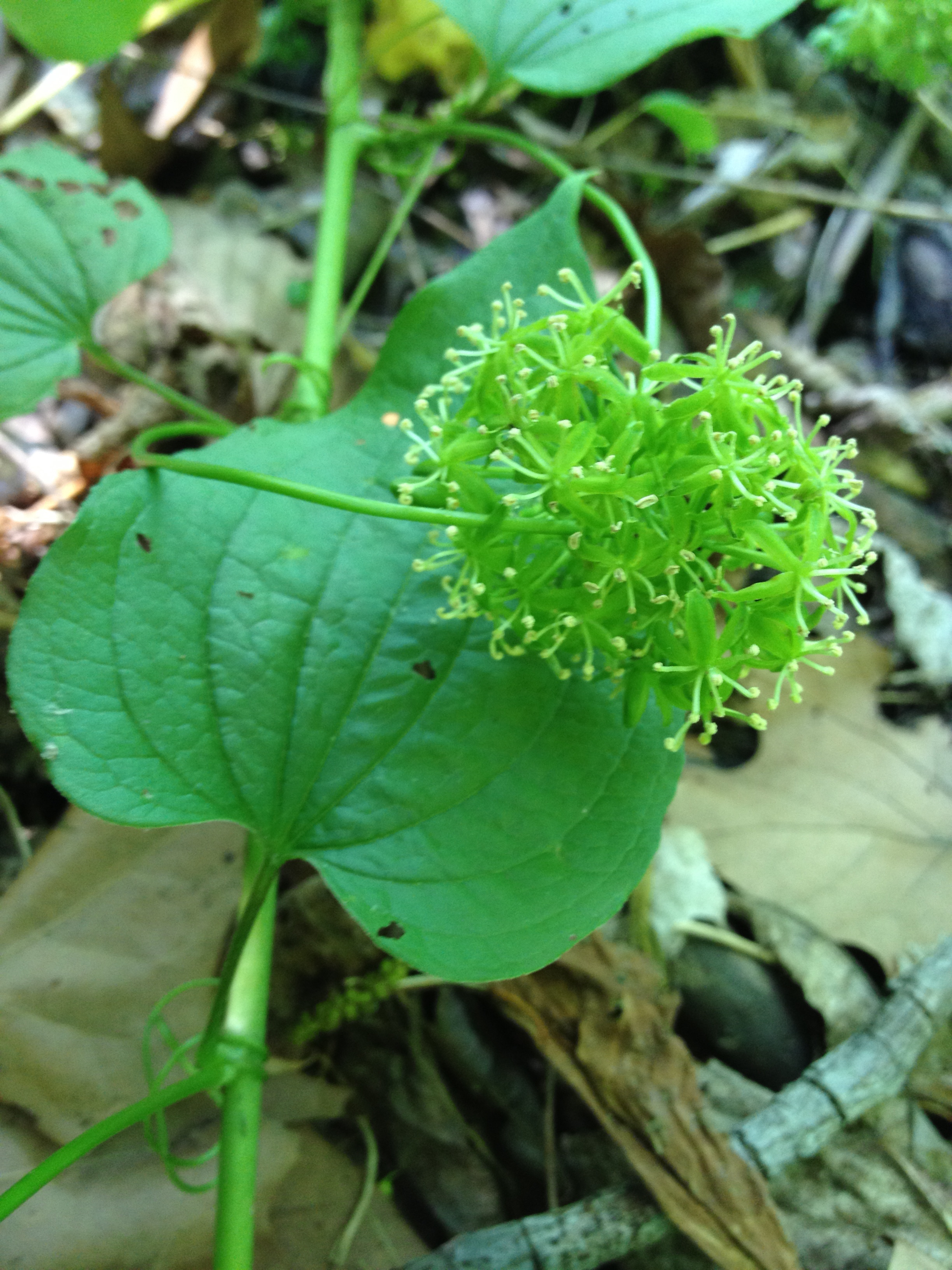
Laubblatt und Blütenstand von Smilax herbacea

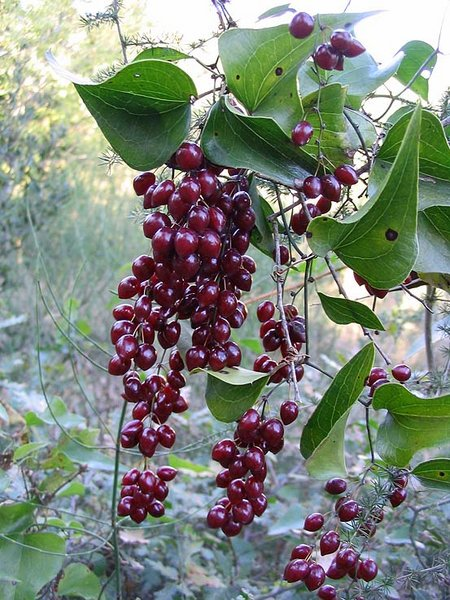
Laubblätter und Früchte der Rauen Stechwinde (Smilax aspera)

### Vegetative Merkmale
Es sind stachelige, immergrüne, ausdauernde, verholzende oder krautige Pflanzen, die auf unterschiedliche Weise kletternd wachsen. Sie bilden Rhizome oder Knollen als Überdauerungsorgane. Oberirdische Pflanzenteile können bei manchen Arten behaart sein. Es ist Korkkambium vorhanden. Sekundäres Dickenwachstum ist nicht vorhanden.
Die meist wechselständig, manchmal gegenständig angeordneten Laubblätter sind gestielten bis fast ungestielt. Die oft ledrigen, derben Blattspreiten sind einfach und ganzrandig mit netzartiger Nervatur. Bei manchen Arten riechen die Laubblätter unangenehm. Die Stomata sind anomocytisch.

### Generative Merkmale
Sie sind zweihäusig getrenntgeschlechtig (diözisch). Die Blüten stehen einzeln oder in unterschiedlich aufgebauten, beispielsweise doldigen, ährigen oder traubigen Blütenständen zusammen. Die eingeschlechtigen Blüten sind radiärsymmetrisch und dreizählig. Es sind zwei Kreise mit je drei Blütenhüllblättern vorhanden, die gleich- oder verschiedengestaltet sind und frei bis mehr oder weniger hoch verwachsen sein können. Die Blütenhüllblätter des inneren Kreise können reduziert oder gefranst sein. In den männlichen Blüten sind meist sechs, selten drei, neun, zwölf, 15 oder 18 fertile Staubblätter vorhanden, die frei oder verwachsen sein können. In den weiblichen Blüten ist selten nur ein Fruchtblatt vorhanden, meist sind drei Fruchtblätter zu einem oberständigen, meist dreifächerigen Fruchtknoten verwachsen. Es sind ein oder zwei Samenanlagen je Fruchtknotenfach vorhanden. Die meist drei Griffel sind frei oder teilweise verwachsen. Die Bestäubung erfolgt durch Insekten (Entomophilie).
Es werden fleischige Beeren gebildet, die meist ein bis drei Samen enthalten. Die Samen besitzen ölhaltiges Endosperm und einen, meist kleinen, gut entwickelten Embryo. Die Samenschale (Testa) enthält kein Phytomelan.
Als Chromosomengrundzahlen wurden x = 10, 13–16 ermittelt.

### Inhaltsstoffe
Es sind Saponine vorhanden.

## Systematik und Verbreitung
Die Familie Smilacaceae wurde unter 1799 dem Namen „Smilaceae“ durch Étienne Pierre Ventenat in Tableau du Regne Vegetal, 2, S. 146 aufgestellt. Typusgattung ist Smilax L. Früher wurden die hier enthaltenen Arten in die Familie der Liliaceae eingeordnet. 
Die Verbreitung ist hauptsächlich pantropisch und einige Arten gibt es in Gemäßigten Gebieten.
Zur Familie der Stechwindengewächse (Smilacaceae) gehören nur zwei Gattungen mit etwa 315 Arten:
- Heterosmilax Kunth (Syn.: Oligosmilax Seem., Pseudosmilax Hayata): Die etwa 13 Arten sind in Asien weitverbreitet.
- Stechwinden (Smilax L., Syn.: Coprosmanthus (Torrey) Kunth, Nemexia Raf.): Die 300 bis 350 Arten sind hauptsächlich in den Tropen bis Subtropen fast weltweit verbreitet, nur wenige Arten gedeihen in gemäßigten Gebieten.